# Блејн (Кентаки)
Блејн (енгл. Blaine) град је у америчкој савезној држави Кентаки.

## Демографија
По попису из 2010. године број становника је 47, што је 198 (-80,8%) становника мање него 2000. године.
| Група             | 2000.       | 2010.       |
| Белци             | 243 (99,2%) | 47 (100,0%) |
| Афроамериканци    | 0 (0,0%)    | 0 (0,0%)    |
| Азијати           | 0 (0,0%)    | 0 (0,0%)    |
| Хиспаноамериканци | 0 (0,0%)    | 0 (0,0%)    |
| Укупно            | 245         | 47          |